# Emilia Werner
Johanna Wilhelmine Emilie Werner Richter (Osorno, 18 de mayo de 1865-Ránquil, 24 de octubre de 1945) fue una política chilena. Es reconocida por ser la primera mujer en Chile, y en Sudamérica, que es designada en el cargo de alcaldesa, dirigiendo desde diciembre de 1927 la comuna de Ránquil, en la Región de Ñuble.

## Reseña biográfica

### Nacimiento e infancia
Emilia nació el 12 de mayo de 1865 en la ciudad de Osorno, en el seno de una familia de inmigrantes alemanes que llegaron a Valdivia, Chile a mediados del siglo XIX. Sus padres fueron Johann Werner Wendler y Sophie Dorotea Richter Schulz. Tuvo 2 hermanos, uno mayor, Carl Heinrich Werner Muller, solo por parte de padre, producto de un matrimonio anterior, y Carl Eduard Werner, su hermano menor de sangre, y quien fuera uno de los mayores accionistas de la Fábrica de Paños Bellavista de Tomé.

### Comienzos
Sus primeros estudios los realizó en Valdivia. En 1883, con tan solo 18 años de edad, contrae matrimonio con don Emilio Hillers Haup, de quien enviuda muy pronto. El 16 de noviembre de 1889 contrae segundas nupcias con Carl Gustav Wördemann, un vinicultor y fabricante de toneles para uva. Con él tuvo 3 hijos: Gustavo Hans, Marta Emilia y ?.

## Vida personal
Fue una persona muy querida y de carácter fuerte. Esa misma personalidad hizo que mediante decreto supremo del 15 de diciembre de 1927 fuera designada por el presidente de la República, don Carlos Ibáñez del Campo, como alcaldesa de la comuna, y por acta de nombramiento firmada por el intendente de Concepción de la época. Ello ocurrió después del incendio que sufrió el caserío de Ránquil, que quemó el edificio que albergaba el municipio, por lo que fue la señora Werner quien se hizo cargo de la reconstrucción del mismo, el que se trasladó a la localidad de Ñipas. Durante su período como alcaldesa llevó mucho progreso a la comuna. 
La escuela rural G-90 lleva su nombre desde diciembre de 1989, y está ubicada en la localidad de Ránquil, en el sector denominado La Capilla. Su nieto Rodolfo Rossler Woërdeman fue un conocido agricultor de la comuna.
Emilia Werner falleció en la localidad de Ránquil el 24 de octubre de 1945. Sus restos se encuentran sepultados en el Mausoleo de la Familia Werner, del Cementerio de Tomé.